# 爱德华·艾威林

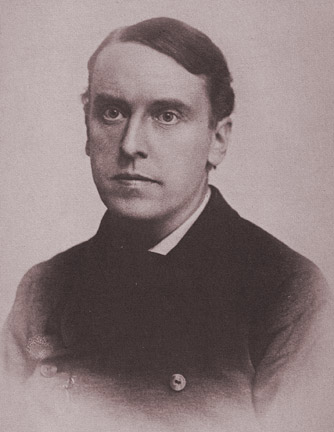
爱德华·艾威林

爱德华·艾威林（英語：Edward Bibbins Aveling；1849年11月29日—1898年8月2日）是英国的一名生物学讲师，也是达尔文进化论、社会主义、无神论的宣扬者。他是社会主义联盟和独立工党的创始人之一。

## 生平
1849年，出生于英国斯托克紐因頓一个爱尔兰新教牧师家庭。1870年，毕业于伦敦大学学院。他是爱琳娜·马克思（卡尔·马克思的小女儿）的恋人。曾任剑桥大学和伦敦大学的副教授。1873年后逐渐接受科学共产主义学说。1884年参加社会民主同盟，并与爱琳娜共同参加创立英国社会主义者同盟。1880年代末至1890年代初为“非熟练工人和失业工人群众运动”的组织者之一。出席了1889、1891和1893年的国际社会主义工人代表大会。曾与摩尔合作将《资本论》第一卷译成英文。由恩格斯校订后于1888年出版。